# 雜技

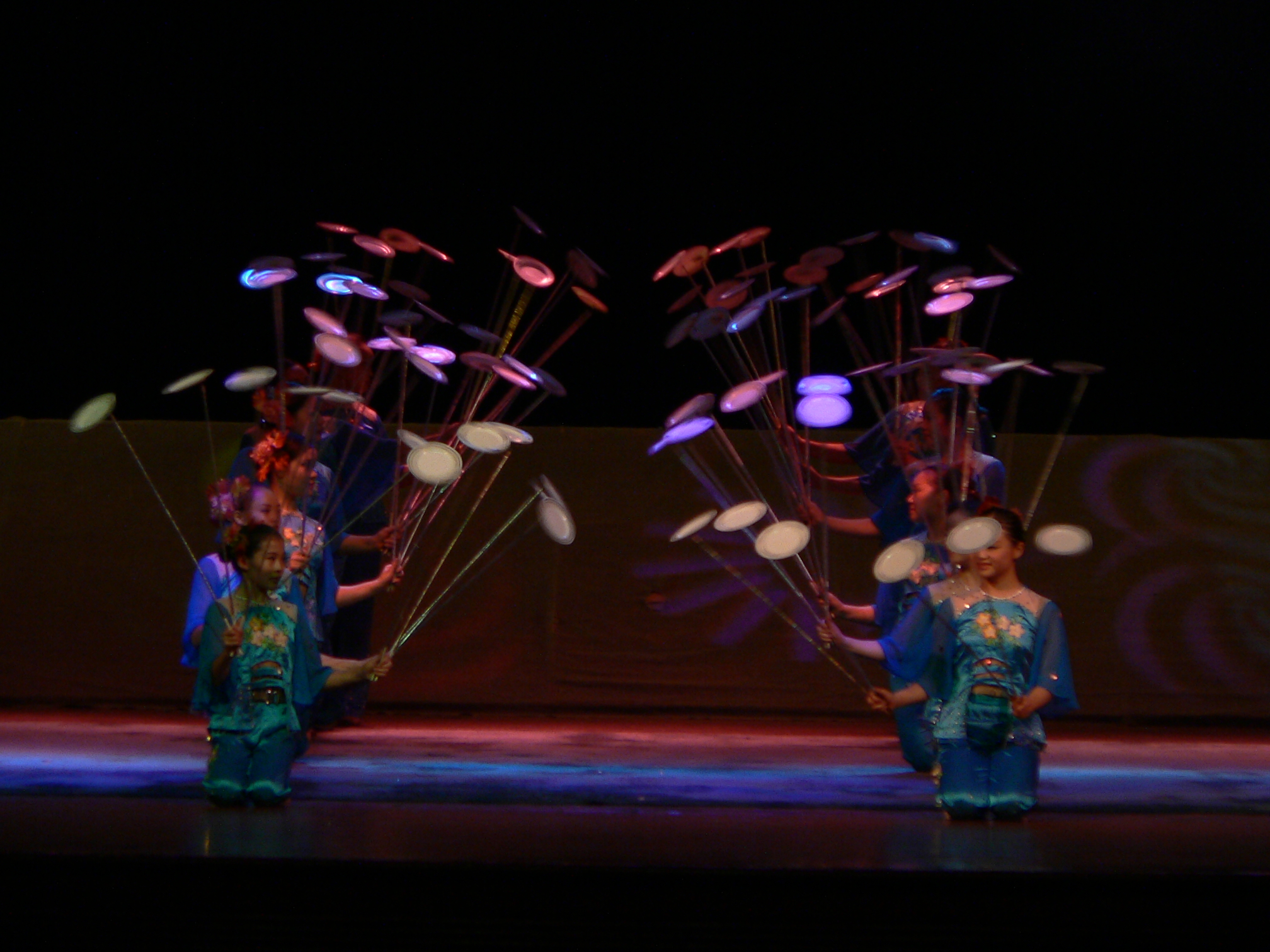
中國的轉碟雜耍。

雜技是多种高難度表演形式的通稱，其中包括用手抛扔道具的丟擲技、平衡技巧、空中技巧、跳跃技巧、柔身术等等。传统行走江湖卖艺的表演，常是雜技、武术、魔术、马戏（驯兽）等表演形式的综合体。今天的雜技表演也常常和魔术、马戏表演一起进行。
雜技演出所操控的物件稱為道具，使用扯鈴、惡魔棍、雪茄盒操控、吞火和接觸技等等。這類的雜技表演也會使用如晃板、疊板凳、平衡杆、高蹺、單輪車等平衡類道具，以增加表演難度。西方的雜技表演中比較純粹是道具操控，而東方雜技表演偶爾也會被納入雜技的範圍中，這些項目包括轉筆、立骰和非魔術的紙牌特技等等。
最為人所知的雜耍型式為丟擲技，以手部技巧連續性地將不同物件投、擲、拋至空中，並且接住，創造出視覺上華麗的效果。在丟擲技中，最普遍的道具為特製的波、環、樽、帽子
有些表演者也會使用危險的物件如電鋸、飛刀和火把。

## 1947年前的源由和歷史

### 西方雜技發展

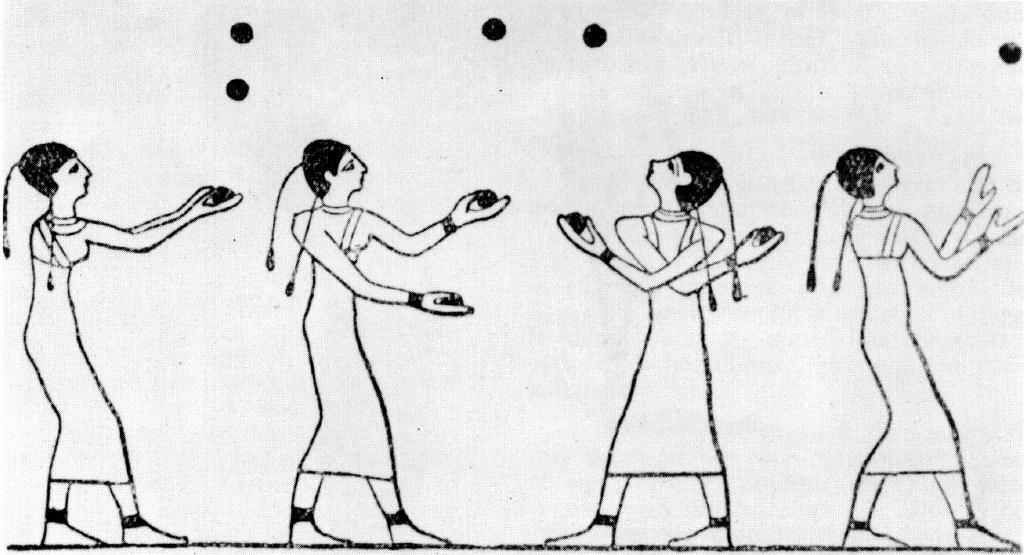
這個埃及的壁畫（約西元前1794-1781年）似乎在描繪丟擲技。

雜技早在人類有歷史記錄之前就已經成形，故無人能得知其最早的起源。目前已知最古老的、關於雜技的紀錄是刻在埃及帝王谷第15號一位無名王子的墓中，壁畫顯示一些女性舞者和雜技演員在丟球。雜耍也在其他許多較古老的文明中被紀錄，包括有中國、印度、希臘、阿茲特克（墨西哥）和波里尼西亞。
在歐洲，一直到羅馬帝國衰退前雜技都是一種通俗的娛樂，而在那之後，它就失去了光彩。在中世紀時大部分的歷史都是由那些不甚喜歡表演雜耍的吟遊詩人的神職人員所寫成，結果他們就指控那些表演者判離道德或甚至說他們在實行巫術。雜耍者在這個時代只能在市集、街道、民俗慶典和酒家表演。他們會表演些簡短、幽默但不入流的表演並傳下帽子或向觀眾乞討小費。某些君王或貴族旗下的吟遊詩人、小丑或弄臣都能表演雜耍或體技雜技，雖然他們主要的技藝是在於詩歌、音樂、喜劇
到了十九世紀，綜藝與音樂劇場變得更加盛行，而雜耍者的工作就是負責在音樂表演之間填補時間，在台上換場時於布幕前表演。這些表演者開始專精於雜耍，將它們與其他類的表演如吞劍和魔術加以區隔開來。雜耍紳士型態的表演是由德國雜技者如Salerno和Kara所創。橡膠製作法的發明使得雜耍者開始使用橡膠球。之前通常雜技球是用繩子纏成、用填充的布袋、木球或金屬所製。具有彈性的橡膠球使得彈地技變得可行，同時也讓轉球更加容易上手。很快地，在北美，Vaudeville戲院雇用了許多雜耍者，很多都是從歐洲請來的。
在二十世紀中期，綜藝和歌舞秀因為受到電影、廣播和電視的衝擊開始衰退。國際雜耍者協會（IJA）於是為了協助職業雜技師而在1947年成立，它們每年的聚會成了不僅是職業同時也是業餘雜耍者的焦點。從1950年代開始，相較於職業雜技者，業餘雜耍玩家的數目開始大幅度增加，形成了非常特殊的雜技文化。

### 東方雜技發展

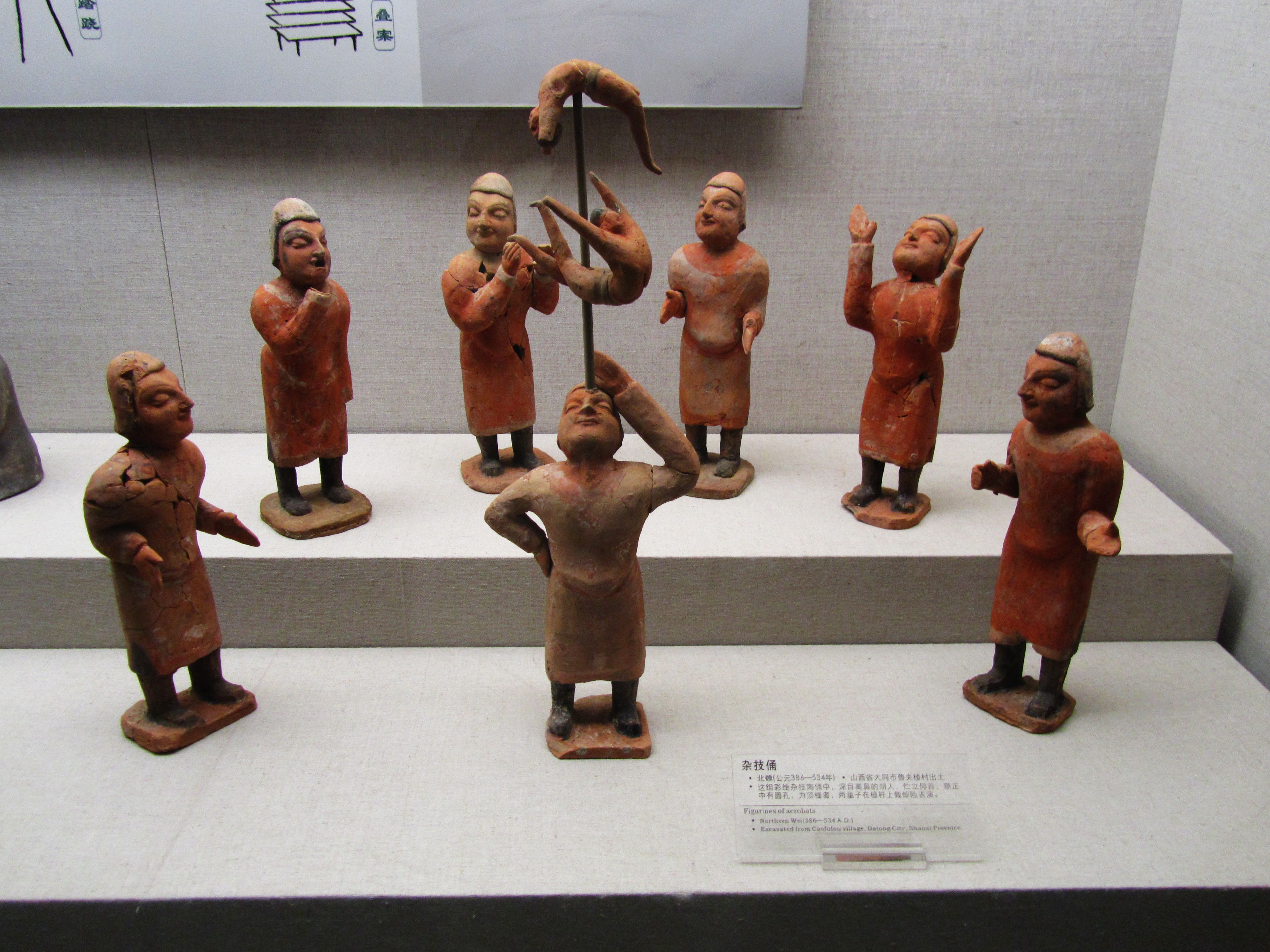
北魏时期的彩绘杂技陶俑。

在中國，雜技的歷史亦相當悠久，早在兩三千年前的殷商、周秦時代就已經開始逐漸成形。古代的勞動社會讓遠古社會的人們在自然環境中透過採集、生產和漁獵活動中培養出奔走、跳躍、投擲、游泳、搏鬥等技能，而這些技能逐漸地在工作之餘透過彼此較勁而成為了一種娛樂型式，這些就是雜技的雛形。先秦時期，原始的中國雜技在形式上與打獵、戰鬥息息相關，包括有角抵（即摔角、擒拿和拳術綜合的搏鬥技巧）、舉鼎（大力士比賽）、騎射等等。而對應於西方的丟擲技，在春秋時期就已經開始有「弄丸」和「跳劍」（即丟球和丟刀劍）等等的表演。《列子》一書中曾有對古老丟擲技表演的記載，敘述在宋國有位「蘭子」在宋元君面前表演在高蹺上丟擲七把劍，說他「五劍常在空中」，這難度非常高，即便以今天的標準來看都仍然非常厲害。不過史學家對這段敘述的真實性有些質疑，他們認為對外行人而言，只要五個物件以上他們就往往難以在表演中正確地數出道具的數目。其他先秦時期的表演還包括舞蹈、蹋鞠（即踢皮球，相傳為黃帝所造）、鞦韆等等。
到了漢代，雜技受到相當程度的重視，不僅在宮廷盛行、於民間表演的亦有。各種雜耍、舞蹈、體操、魔術等表演藝術被和稱為「百戲」，有許多古代的畫作描繪著百戲的情況，有人在馬背表演特技、有人丟球（稱為「弄丸」或「跳丸」，如同今日，某些畫作已經將丟球描繪成極為誇張的弧形傾盆模式），丟刀劍，還有一些圖曾出現了疑似獨輪車的景象。到了三國時代，曹操父子重視雜技藝術的發展，聚集各地雜技者入都，兼具娛樂與避免謀反（如同西方，在當時某些雜技師被認為能行使巫術）。魏晉時期，許多典籍都有跟雜技相關的描述，如《西京雜記》、《抱扑子》等等，提到的項目除了跳丸弄劍外，還有踰鋒、投狹、屢絚、舞輪、緣竿等等的眾多項目。唐代詩人白居易《新樂府‧立部伎》也有「舞雙劍、跳七丸、嫋巨索、掉長竿」的記載，除此之外在許多詩歌中也都能見到關於雜耍的描述。但是在過去，雜技一直都是神秘的技藝，雖然民眾有機會親眼目睹，但其技術未能流入民間。
在日本，雜技很早就傳入了民間變成一種通俗的遊戲，在江戶時代的婦女之間尤其盛行。她們會配合歌舞一邊從典型的傾盆模式開始丟抓子（日語稱為「お手玉」）。除此之外，日本還有如傘上轉球、劍玉等等古典的特有道具。

## 從1947年至今日的休閒雜技演變
一直到1950年代為止，雜技都只有職業表演者有在練習，而在那之後越來越多人基於興趣也跟著來練習雜技。國際雜耍者協會起先是以職業雜耍者社團的名義起家，但很快業餘玩家也跟著加入並陸續參加每年的聚會。
隨著越來越多世界上的業餘玩家藉由雜技作為休閒運動或打發時間，他們開始定期在當地聚在一起練習和交流。這些團體演變成了許多的雜耍社團，而現在在西方幾乎每個城市都有這樣的雜技社團。
在雜耍還是只由職業雜耍者表演的時期，雜耍者掌握了他們的招式與技巧的秘密，但隨著時間這種態度已經改變了，而且雜耍如今已經成為一種世界上數十萬人（或可能數百萬人）重要的社交活動，同時他們相當樂於分享他們的技巧並鼓勵他人加入。這種較為開放的作法、以及基本的雜耍並不難學的事實，使得雜耍成為一種幾乎人人可參與的活動。一個人想學雜耍可能有許多理由，包括：
- 它的教與學都相當有趣
- 就算你沒有非常強，看起來也很令人印象深刻……這是炫耀的好方法！
- 可以幫助消除壓力
- 雖然一開始不難上手，雜耍仍然充滿挑戰性，且不管你有多強，你永遠都有可以學的東西
- 可以增強反應力和手眼協調
- 曾被「證明」，它能夠幫助大腦的發展
- 某些雜耍者表示，它能使人更具對異性的吸引力
- 它能用來健身（經常跟慢跑結合，即雜耍慢跑，Joggling）
- 它能作為很好的宴會開場

大部分的業餘雜耍玩家可分成兩類。一種是從大學雜技社團學得雜耍，這些人經常是數學家、科學家或電腦工程師，他們喜歡雜技是因為它相當有結構而且可以用數學和物理來建模分析。雜技系統已經為它自己建立了非常有用的模型已幫助研究者鑽研技術和學習招式。第二種是從反文化或非主流文化中產出，他們喜歡雜技是因為，在它非常有結構的同時、它也可以隨心所欲，幾乎擁有無限的空間可以讓個人表現。火焰類雜耍經常是吸引他們之處。

## 現代雜技文化
自從1980年代後期，雜技文化已經成形，但一般大眾幾乎都不知道它的存在。這個現象在當地社團和機構、特殊活動場合、秀場、雜誌、網站、網路論壇、以及可能最重要的雜技聚會中都可以看到。近年來，雜技比賽也開始成為焦點。
使得這個現象廣泛的功臣是許多「雜技名人」，這些因為人因為他們的傑出而充滿創意和娛樂性的表演、舉辦的聚會、在雜耍界中的專業和有趣的性格而名聲顯赫。當然，在雜技世界外，完全沒有人知道他們。
- 當地社團、社群、研討會：大部分的城市都有雜技社團，他們歡迎任何人來學習並分享技巧。許多大學院校都有雜技或馬戲技藝社群。也有許多社區馬戲團體會教導小朋友並讓他們上舞台。網路雜技資料庫（IJDB）具有大部分雜耍社團的資料。
- 機構：第一個推廣雜技並協助雜技師的是國際雜技師協會（IJA） （页面存档备份，存于），基本上幾乎完全是由北美的雜耍者組成。而歐洲雜耍協會 （页面存档备份，存于）則在歐洲推廣雜耍並每年舉辦歐洲雜耍大會。很多國家都有國際協會、包括義大利、西班牙和瑞士。甚至還有個基督教雜耍協會 （页面存档备份，存于）。
- 雜誌：Kaskade是歐洲的雜耍雜誌，在英國和德國出版。JUGGLE則是IJA的官方刊物，並以北美的發展情況為主。Juggling Magazine （页面存档备份，存于）是義大利發行。Newton Las Pelotas （页面存档备份，存于）則是在阿根廷出版，以拉丁美洲讀者為對象。
- 世界雜耍日：六月的第二或第三個星期六。世界各處都會有活動指導民眾雜技並推廣雜耍，或是讓雜耍者能聚在一起慶祝。
- 大會、慶典：許多國家、城市或雜耍社都會舉辦他們自己每年的雜耍聚會。這是雜耍現象的主幹，將世界各地的雜耍者聚集在一起的活動。參加大會的人從數十到數千都有。大部分雜耍聚會的焦點都是在大廳、一個可以盡情玩雜耍的大空間。同時也會有許多的研討會會請來專家指導一小群組的人特定的技巧。大部分的雜耍聚會也會包含有（對大眾開放的）大型表演、比賽與遊戲。IJDB維持著一個涵蓋過去與未來的各個雜技聚會的資料庫。
- 體育雜技與競賽：作為一種體育，雜技也能以競賽的方式進行，其中雜耍者接連著試圖超越對方的能力，或著一起組隊丟擲，即「傳接」。在傳接中，二或多個雜技師會將物件丟向對方，將那些能夠用單人完成的技巧推至更多物件的型式。目前世界級的雜耍大賽主要有兩個。IJA從1969年開始每年定期舉辦大賽，比賽項目包括道具分類競賽、雜技慢跑競賽、爵士競賽、舞台競賽、數目技競賽和極限競賽等等。另外一個近來開始備受矚目的是每年於拉斯維加斯舉辦的世界雜耍聯盟（WJF） （页面存档备份，存于）大賽。相較於IJA，WJF的競賽更加著重技術性的競賽，因而除了數目競賽之外還有迴旋競賽等等。Jason Garfield是「體育雜技」觀念的創始者兼領導者，體育雜耍強調高超的技巧而非著眼於對觀眾的娛樂程度，因為有不少觀眾愛看的表演其實在難度上並不高，Jason Garfield基於這點一再主張雜技師應該首重自身技術並應有這方面的自覺；而這個觀念在2004年確實在WJF大賽中成形。WJF幾乎完全以丟擲技為主，但在2004跟2005的比賽中都有扯鈴的項目，2004還有雪茄盒的競賽，但是只有兩個人參加。此外比起IJA，WJF的比賽作了較多的商業宣傳，且會在ESPN電視台上播出。

## 雜技與生活

### 反射神經
雜技能幫助發展反射神經，而事實上雜耍者都鍛煉出了較好的反射神經。這些反應力是經由重複那些起先慢慢學會的複雜動作訓練出來的。在那些多樣的過程訓練反應力的同時，新的、更難更複雜的技巧也繼續地「奠基」在先前已經開發好的技能上。這些新的負雜耍能終將變得更加直覺化，而到最後，許多非尋常的反射神經就被開發了出來。一個例子是，要抓住一顆生蛋對於初學雜耍的人可能很具挑戰性，但更具技巧的雜耍者可能可以在不弄破蛋的情況下，接住那些無預警地向他丟擲的雞蛋。

### 休閒
作為一種休閒娛樂，雜技在許多方面勝出。除了先前提到對健康的好處外，任何型式的雜技在社交場合都極為適用。有些道具甚至不用錢，雖然也有非常昂貴的道具能購買。雜技很適合在宴會或其他社交場合開場時用來打破僵局。雜技通常是種親善的東西，而且雜耍者們大多樂於幫助初學者學習。
而作為一種遊戲，雜技也在許多方面勝出。除了兼具挑戰性和娛樂性之外，許多先前提到的好處同時也使得它成為一種有益身心健康的活動。它也是交朋友的好方法，並能培養一個人的自信。
學習雜技能幫助兒童（或大人！）發展一種對於古典物理的基本法則之初步認知。在所謂的已開發國家之中，很多小孩的活動（如看電視）似乎使得他們的專注力退化，導致學習上的障礙、集中力的缺乏以及對於事物的沒興趣。在世界任何角落，玩雜技的小孩能使他具有很好的精神集中力，能使他們的推理能力增進並使他們對事物的看法更加透徹。

## 主要的雜技項目

### 丟擲雜耍

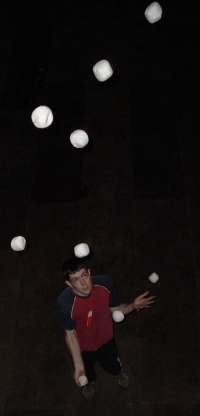
Peter Bone丟九顆球

無論在中西，丟擲雜耍都是雜耍中最經典而為人熟知的項目，也是大部分的雜耍者精熟的項目。丟擲技著眼於三種主要的道具，分別為球、棒和環。許多同樣的招式可以在這些道具之間變換，但它們都各自有獨特的本質。
球大概是最普遍的道具，因為幾乎每個玩雜技的人都會先從球開始。球技可以分成幾種類型：數目（Numbers Juggling，挑戰最多數量的道具）、模式（Pattern Juggling，開發丟擲的模式）、招式（Trick Juggling，從基本模式中衍生出不同的招式變化）、技術（Technical Juggling，特定的技術動作，如迴旋）、彈地（Bounce Juggling，將球往地上彈）與足球（Football Juggling，使用大小足球的球）。為了記錄紀錄上的方便通常球跟沙包這兩個名詞在雜耍世界中是可以互換的。
棒（因為長得像保齡球瓶而經常被誤稱為瓶子）在單人技中非常普遍。它們丟擲時會旋轉，而且在空中比起球要來得穩定。棒的主要型式為數目、招式技、技術和甩棒（Club Swinging）。
除了一個人玩之外，雜耍者也常會找一兩個朋友來一起丟東西。
棒傳接（Club Passing）是兩或多個雜耍者在它們之間共同創造雜耍模式，通常是面對面。傳接有許多的型式，目前為止是棒子用的最多。其中最普遍的是數目傳接、花式傳接、多人傳接，挑戰更新更複雜的模式並往高技術程序發展。
兩或多人要一起玩雜耍還有其他方法，包括（Siamese Juggling），也就是兩個人站在一起各出一隻手來丟東西；（Stealing），即一個人在丟東西的同時另外一個人上前去把所有東西搶走並維持著原有的雜耍模式，讓第一個人兩手空空；（Takeouts，有時也是叫stealing），即單一的道具從一個雜耍者的模式中偷走並再不破壞節奏的情況下繳回。

### 接觸雜耍
接觸雜耍（Contact Juggling，簡稱CJ）是一種比較新潮的玩法，它丟擲技剛好反其道而行，它不但不丟，甚至刻意製造出彷彿黏在表演者身上或者離奇固定在空中的景象。一般的接觸雜耍可以用球（contact juggling ball）棒（contact staff）圈（isolation hoop）甚至是雜耍棒（contact clubs）接觸雜耍表演者利用靈活的平衡感，讓球在他們身上的各個部位遊走，或者利用默劇中的分離技巧（Isolation），將球停留在空中固定位置，身體在動但球沒動。
接觸雜耍球為了使得球的旋轉看起來不明顯（以製造出球沒在動的錯覺），有時會使用透明的球，因此接觸雜耍球有時稱為「水晶球」。

### 操控雜技

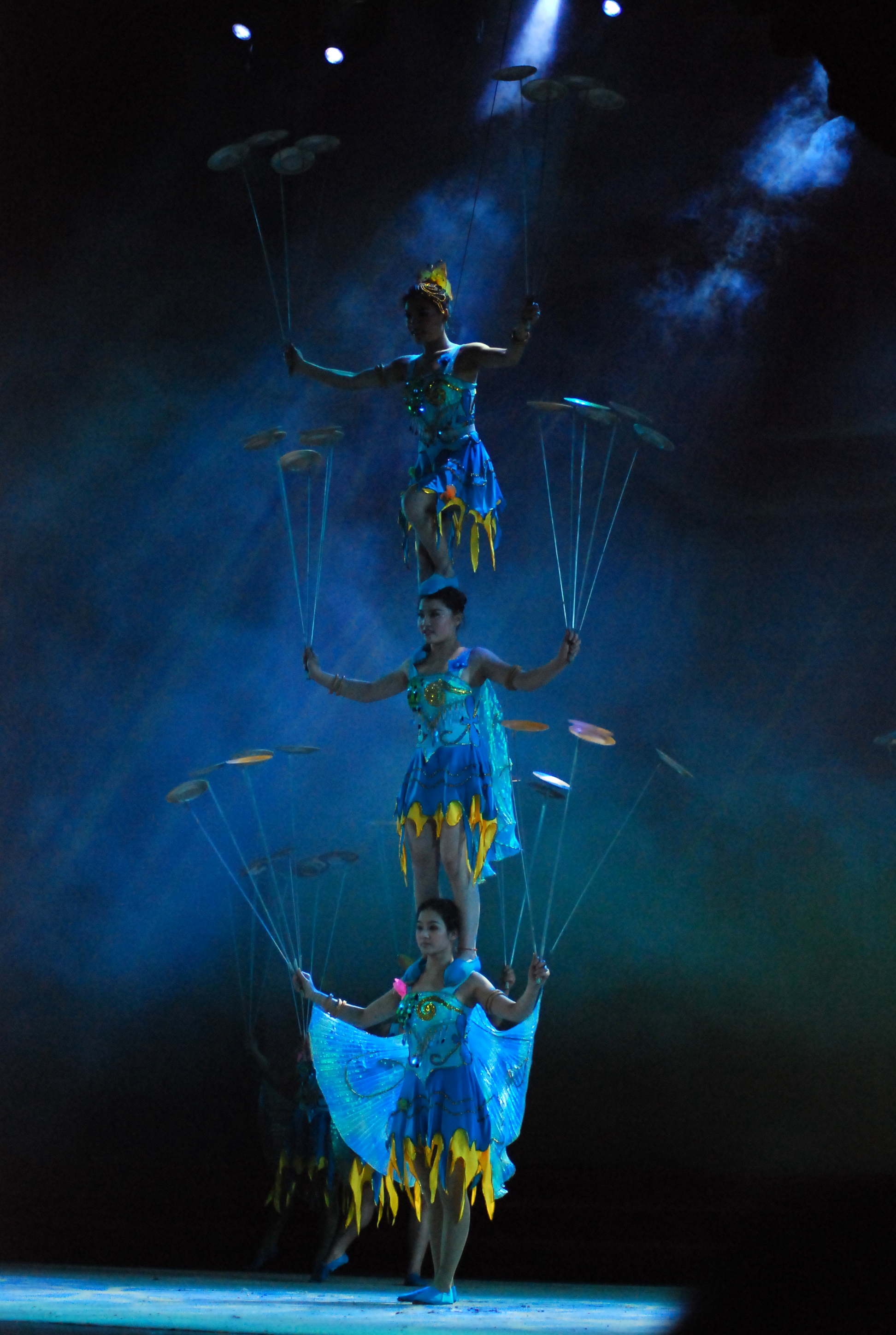
抖盘

大抵來說，其他跟丟擲技比較不相關的道具操控雜技都可以算是操控雜耍（Manipulation）。在西方，常見的操控技道具包括扯鈴（抖空竹）、惡魔棍（或叫花棍，用兩根短棍敲擊長棍）、雪茄盒（長方形盒子，通常是三個一組）和鍊球等等，不過其中扯鈴跟惡魔棍都是源自中國的項目，可見中國雜技對外國的影響亦相當深遠。其它常見的西方操控道具還有棍（Staff）、火刀（Firekniff）等等。
中國對於操控雜耍道具的種類可以說是五花八門，包括有：
- 頂缸：使用大缸當道具，玩法有丟擲、平衡、接觸等等。
- 水流星：類似鍊球，但繩索兩端有小碗，裝水的稱為水流星，表演時必須滴水不漏；而裝火的則是火流星。
- 抖盤：又稱轉碟，利用長棍將盤子旋轉於棍頂，高手可以在同時轉無數盤子的同時作翻滾、跳躍等高難度動作而維持盤子不掉。抖盤近來也逐漸受到西方業餘雜耍玩家的喜好。
- 蹬技：古老的中國雜耍項目，通常表演者會躺在一小桌上，純用腳操控各種道具，常見的有傘、桌椅、大缸等等。
- 頂技：在額頭、鼻子或下巴平衡各種物件。頂技在西方也是自古常被使用，尤其是和丟擲或雜耍紳士風格表演結合。
- 口籤子：一根小木棒，一端設計得適合咬在嘴哩，另外一端則可頂起各種東西。這在西方同樣常用。
- 毽子：毽子是傳統中國童玩，但在雜耍表演中亦常使用。在西方，有一種與毽子玩法極為相似的道具稱為足沙包（Foot Bag）。
- 飛叉：使用的道具是傳統兵器「叉」。玩法與西方的操控道具「杖」類似。
- 踢碗：利用腳將碗一個疊一個地踢到頭上。西方則常用帽子進行類似的表演。
- 拉硬弓：靈活運用身體的每一個部位拉開無數的硬弓，擺出各種姿勢和動作。

### 平衡雜技

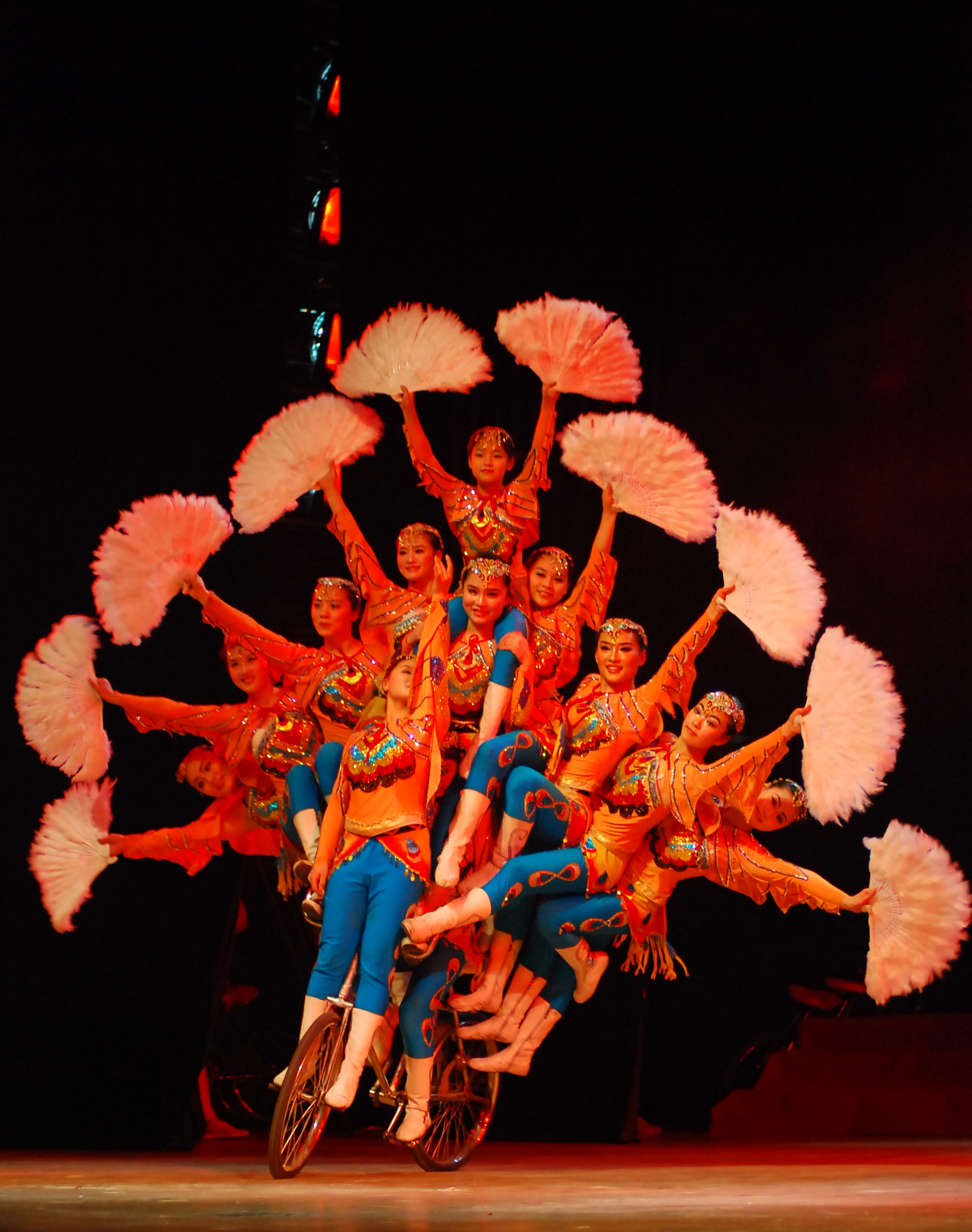
自行车雜技

與道具的平衡不同，平衡技主要是表演者試圖將自己處於難以平衡的狀態，但仍然維持平衡並進行各種表演。平衡技可以單獨進行舞蹈、跳躍翻滾等動作，或者和上面的丟擲技或任何一種操控技結合，變成難度更高的演出。所有的平衡技道具都是中西通用的，常見的項目包括：
- 獨輪車：即中國所謂的車技，亦是雜耍表演中經常使用的項目。
- 晃板：一個會滾動的圓筒上架設一木板，而表演者站在晃動不已的木板上表演。
- 走索：也就是走鋼索，表演者站在只有一個繩子粗的位置，並在高空進行驚悚演出。
- 晃梯：一把直樓梯，除了兩個梯腳之外沒有任何其他支撐。表演者站在梯子的橫桿上、或甚至站在梯頂表演。
- 走球：一個大球，能四面八方滾動，表演者站在上面，一邊走動著球一邊表演。

## 雜耍世界紀錄

### 單人紀錄
目前，雜耍世界紀錄是由數目雜耍資訊服務委員會（Juggling Information Service Committee on Numbers Juggling，JISCON）所記載。所有列在JISCON頁面 （页面存档备份，存于）的紀錄都代表目前維持最久、且數目有經過錄影存證認證的一輪。直到2005年1月，各項道具的最高紀錄為：
- 環/盤子：Albert Lucas於2002年丟13個環接13下。
- 球/沙包：Bruce Sarafian最先於1996丟12個沙包12下。
- 棒/棍子：Bruce Tiemann於1996年丟9根棍子9下。

這些紀錄都稱為是「飛爍（Flash）」，也就是每一個道具都只被丟起且接住一次。有些雜耍者和雜耍大會並不承認飛爍是真正在玩雜耍，並以「合格雜耍（Qualifying Juggling，由IJA來的術語）」表示一個模式中每個道具至少被丟接了兩次。JISCON中關於合格的一輪丟擲的最高紀錄為：
- 環：安東尼·加托於2001丟10個環27下。
- 球：Bruce Sarafian於2001丟10個沙包23下。
- 棒：安東尼·加托於2005年丟7根棒子2分49秒（譯註：因為太多下，此時通常以時間計算而不以下數計算）。

有些雜耍者擁有比上面更好的紀錄但並沒有把證據的影片送去JISCON，這些未確認的紀錄包括：
- 環：Albert Lucas丟14個環14下。
- 球：Peter Bone，13個沙包13下、12個13下、11個18下。
- 棒：安東尼·加托丟7根棒子超過三分鐘。

羊肚世界紀錄大賽（Haggis World Record competition）是每年的蘇格蘭雜耍大會所舉辦，使用的道具是巨大的羊肚。目前的紀錄是：
- 羊肚：Colin Sopper丟5個丟26.01秒。
- 羊肚：Tempei丟4個丟了1分31秒。
- 羊肚：Paul Taylor丟3個丟了12分56秒。

其他必須一提的單人（非傳接）紀錄是彈地的紀錄。這是由彈地世界紀錄頁面所記載，它如同JISCON一樣只登出有影片證據的紀錄。這些紀錄包括：
- 飛爍：Tim Nolan於1990彈11顆球11下。
- 合格：Eden Zak於2005彈10顆球23下。

### 傳接紀錄
傳接的時候，只有兩個人之間的丟擲才會被計算。在某些模式（終極或單下數）所有的丟擲都會被另一個人接到，但在某些模式中每個雜耍者都會自己丟給自己一點。如果這些丟給自己的也算，那兩個雜耍者乾脆就傳接一下之後獨自做單人模式就行了，要多久都可以。
JISCON （页面存档备份，存于）只有記錄棒傳皆的紀錄，其中最好的為：
- 飛爍（每個道具都被傳了至少一次但不到兩次）：Peter Kaseman和Darin Marriott於2004傳14根棒子14下。
- 合格（每個道具都至少被傳了兩次）：Vova Galchenko和Olga Galchenko於2004傳12跟棒子54下。這邊有影片 （页面存档备份，存于）

此外，Bounce Page記錄著彈地傳皆的紀錄。最好的有：
- 飛爍：Dave Critchfield和John Jones於2005傳18顆球30下。這邊有影片
- 合格：Dave Critchfield和John Jones於2005傳16顆球74下。這邊有影片

球（空中的）傳接並沒有哪個網站有在做官方紀錄，不過目前的一些未確認記錄包括：
- 飛爍：Ben Beever和Luke Burrage於2002傳18顆球18下。這邊有影片[永久]
- 合格：Ben Beever和Luke Burrage於2004傳15顆球27下。（譯註：翻譯來源似乎有問題，因為這樣還不到合格）。

### 耐久紀錄
- 5球：3小時47分20秒，Thomas Dietz於2005。
- 5球（米爾斯錯綜）：3分45秒，C.J. Smith於2005。
- 6球：25分7秒，Thomas Dietz於2005。
- 7球：10分12秒，安東尼·加托於2005。
- 8球：324下，安東尼·加托於2005。
- 9球：305下，安東尼·加托於2005。

- 7環：15分5秒，安東尼·加托於2006。
- 8環：368下，安東尼·加托於2005。
- 9環：332下，安東尼·加托於2005。

- 5棒：1小時25分，Thomas Dietz於2004。
- 6棒：4分40秒，安東尼·加托。
- 7棒：3分，安東尼·加托。

## 職業表演者
由於早期電影、廣播和電視的發展，作為一種普遍的娛樂型式，雜技比其他不同的表演型式受了更多苦。音樂跟喜劇很容易移植到廣播上，但是雜技因為是動態的而不行。早年的電視上，綜藝節目非常普遍，雜技師常被邀請，但是要一週接一週地在每齣新的節目中表演新動作根本是不可能的。喜劇演員跟音樂家能夠出錢請人幫他們寫東西，但是雜技師沒辦法這樣做。

### 場所
馬戲團，只要有馬戲團的地方就有雜技師，雖然通常只有一兩個。這意味著只有最優秀傑出的雜技師才能在傳統的馬戲團中表演。大部分的馬戲團雜技師是從俄羅斯和其他蘇聯地區來的，出自許多擁有名望的雜技學校。過去五十年中，某些最偉大的雜技師是從東歐來的，包括Sergei Ignatov、Evgenij Biljauer和Viktor Kee（曾於太陽馬戲團中演出）。
小丑經常也會用彈球和絲巾表演一些雜技。
綜藝劇場如今在歐洲仍然運作著，尤其在德國。在北美，賭場是最接近綜藝劇場的地方。在像拉斯維加斯那種地方，雜技師常跟歌手、喜劇演員跟其他表演者一起演出。如同馬戲團一般，雜技師在賭場也是求不應供，表示只有最頂級的表演者才能在好地方找到固定工作。德國和美國也在過去的50年間產出了許多最頂級的雜技師，最值得一提的有德國的Francis Brunn與美國的安東尼·加托。
在北美與歐洲的文藝復興與中古博覽會也能提供給職業雜技師一個短程的表演場合。由於這類場合的增加（也由於許多中古或文藝復興主題餐廳的持續成功），雜技這種古老的藝術也找到了新家。

## 雜技符號系統
雜技招式與模式有可能非常複雜。雖然表演時看起來很厲害，但是要用語言來溝通就很困難。為了克服這個問題，雜技師之間開發了許多數字和圖像的符號系統，除了用於溝通之外，也用於研究和探索新的模式。
圖像符號是在紙上展示雜技模式最清楚的方式，但因為基於圖像，在以文字為媒介的溝通場合（電子郵件和網路）上就受到侷限。階梯圖示（Ladder Diagrams）是以道具相對於時間的路徑來描繪，而比較沒那麼複雜的因果圖示（Causal Diagrams）則只追蹤在空中的道具，並假設雜技師手上各有一個道具。米爾斯錯綜狀態變換圖示（Mills Mess State Transition Diagrams）則追蹤手臂交叉的模式，而非道具的模式。
數字的符號系統比起圖像符號要來得更普遍，它們不僅在書寫上被使用，言語中亦可用。
位換記號（Siteswap）是目前為止最通用的雜技符號系統。其最基本的型式，即所謂的普通位換記號是非常容易使用的：每一個模式都簡化成一列的數字，例如「3」、「97531」和「744」等等。不過，普通位換記號只能紀錄最基本的雙手交替模式，且規則相當嚴格。如果這些規則失效、例如多加入了一隻手，那整個數字串將變成一個非常詭異的模式。為了因應更多較複雜的模式，加入了額外的規則和語法即成為同步位換記號，它能夠記錄兩隻手同時動作的模式，而多重位換記號則能記錄一隻手在單一拍子中同時丟出多顆球的模式。
普通、同步與多重位換記號都是位換記號的正統型式，不僅雜技師們理解它，許多能模擬雜技動作的電腦軟體也能認得。其他的位換記號的延伸也因應了不同的需求而被開發，但它們只有少數雜技師跟特定的軟體才能辨識，例如傳接位換記號，多手記號（MHN）跟廣義位換記號（GS）。
拍譜記號（Beatmap）是比較新的一種數字記號。它記錄了每隻手在每個拍子在模式中的動作，而不像位換記號，只記錄每隻手在交替拍子的動作。這表示拍譜記號可以以任何的節奏記錄任何數量的手跟道具而不用增加複雜度。拍譜記號也不僅記錄丟擲，同時也記錄的接住的時間和地點。再加入了簡單標示手臂交叉的狀態之後，拍譜記號也能記錄如米爾斯錯綜之類的模式。不只是球，拍譜記號也能簡單地記錄雜技師的手跟手臂的位置跟方向。Luke Burrage，拍譜記號的發明人，宣稱拍譜記號能更精確地描述比階梯圖示、因果圖示、米爾斯錯綜狀態變換圖示、標準位換記號、同步位換記號、傳接位換記號跟多手記號加起來更多的模式。目前為止拍譜記號的使用尚不普遍，基於大部分的雜技師跟雜技軟體都只認得位換記號的變形。

## 外部連結
- 國際雜耍者協會（IJA） （页面存档备份，存于）
- 歐洲雜耍協會（EJA） （页面存档备份，存于）
- 網路雜耍資料庫：最新最徹底的資料；另有維基社群。
- 雜耍資訊服務 （页面存档备份，存于）：老舊但有許多關於雜耍的好資料。
- 世界雜耍聯盟（WJF） （页面存档备份，存于）：推廣競賽型態雜耍的私人公司。
- rec.juggling：雜耍新聞群組，目前世界最大的雜耍論壇。
- 中國雜技家協會 （页面存档备份，存于）
- Juggling tv關於雜耍的視頻網站。